# Columbella costa
Columbella costa là một loài ốc biển, là động vật thân mềm chân bụng sống ở biển trong họ Columbellidae.